# Eduardo Sáenz de Aranaz
Eduardo Sáenz de Aranaz (Pamplona, 1891-Madrid, 1958) va ser un militar espanyol.

## Biografia
Nascut a Pamplona el 17 de maig de 1891, va ingressar a l'Acadèmia Militar d'Infanteria de Toledo en 1907; es va llicenciar tres anys després, amb la graduació de segon tinent. Va intervenir en la Guerra d'Àfrica entre 1914 i 1920. Durant la dècada de 1920 va ser docent a l'Acadèmia Militar de Toledo, i posteriorment va impartir classes a l'Escola Superior de Guerra, entre 1931 i 1936. Quan es va produir l'esclat de la Guerra civil es trobava destinat a l'Escola Central de Tir de Madrid.
Va arribar a prestar servei en l'Estat Major del Ministeri de la Guerra, i a partir de març de 1937 va estar destinat a la III Divisió Orgànica. Durant algun temps va exercir com a cap d'Estat Major de l'Exèrcit de Llevant, entre agost de 1937 i març de 1938. En la primavera de 1938 va ser nomenat cap d'Estat Major de l'Exèrcit d'Extremadura, i posteriorment exerciria com a cap de la 3a Secció d'Estat Major del Grup d'Exèrcits de la Regió Central (GERC). En l'estiu de 1938 es va afiliar al Partit Socialista Obrer Espanyol (PSOE). Va acabar la contesa ostentant el rang de coronel, destinat en la zona Centre-Sud.
Al final de la contesa va ser detingut per les forces franquistes. Condemnat a mort, la pena li va ser commutada per 30 anys de reclusió i posteriorment rebaixada a 12 anys. Va sortir de presó en 1943. Va participar en reunions clandestines del PSOE, i fou detingut per la policia franquista en 1946. Jutjat, va ser condemnat a 8 anys de reclusió i enviat al Destacament penal de Cuelgamuros, participant en la construcció de la Valle de los Caídos. Va morir a Madrid en 1958.

## Obres
- —— (1930). Servicio de Campaña de la Infantería en Marruecos. Colegio de Huérfanos de María Cristina.